# 谢丽尔·斯伍普斯
谢丽尔·丹尼丝·斯伍普斯（英語：Sheryl Denise Swoopes，1971年3月25日—），美国前女子职业篮球运动员。她曾三次获得WNBA最有价值球员，并在2011年WNBA全明星赛中被评为WNBA历史15大球员之一。她于2016年入选奈史密斯篮球名人堂，2017年入选女子篮球名人堂。

## 延伸阅读
- Grundy, Pamela. . New Press. 2005. ISBN 978-1-56584-822-1.
- Ikard, Robert W. . The University of Arkansas Press. 2005. ISBN 978-1-55728-889-9.
- David L. Porter (编). . Greenwood Press. 2005. ISBN 978-0-313-30952-6.